# Suore carmelitane per gli anziani e gli infermi
Le Suore Carmelitane per gli Anziani e gli Infermi (in inglese Carmelite Sisters for the Aged and Infirm) sono un istituto religioso femminile di diritto pontificio: i membri di questa congregazione pospongono al loro nome la sigla O.Carm.

## Storia

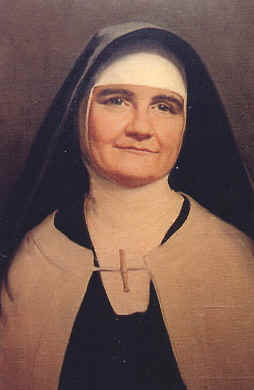
Maria Angelina Teresa McCrory, fondatrice della congregazione

La congregazione fu fondata a New York da Maria Angelina Teresa McCrory (1893-1984): nel 1929 si ritirò con sei compagne in un convento e nel 1931 il cardinale Patrick Joseph Hayes concesse la sua approvazione al nascente istituto e il priore generale dei carmelitani, Elia Magennis, concesse l'aggregazione all'ordine.
La prima casa della congregazione fu aperta nel Bronx: le carmelitane ricevettero il pontificio decreto di lode il 16 luglio 1957.

## Attività e diffusione
Le suore gestiscono residenze per anziani abbandonati e soli, ma aperte a tutti, e si dedicano all'assistenza agli ospiti.
Oltre che negli Stati Uniti d'America, sono presenti in Irlanda; la sede generalizia è a Germantown, nello stato di New York.
Alla fine del 2008 la congregazione contava 204 suore in 20 case.